# Géza Varasdi
Géza Varasdi (Budapest, 6 de febrero de 1928 - 4 de mayo de 2022) fue un atleta húngaro, especializado en la prueba de 4 x 100 m en la que llegó a ser medallista de bronce olímpico en 1952.

## Carrera deportiva
Géza Varasdi nació el 6 de febrero de 1928 en Budapest y comenzó a practicar atletismo en Kecskemét durante sus años de escuela secundaria. Varasdi fue miembro del legendario relevo húngaro de 4x100 metros de la década de 1950, Lightning.
En los JJ. OO. de Helsinki 1952 ganó la medalla de bronce en los relevos 4 x 100 metros, con un tiempo de 40.5 segundos, llegando a meta tras Estados Unidos (oro con 40.1 s) y la Unión Soviética (plata con 40.3 segundos), siendo sus compañeros de equipo: Laszlo Zarandi, György Csányi y Béla Goldoványi.
En 1954 triunfó en el Campeonato de Europa en Berna. El corredor, que logró su mayor éxito con los colores de Csepeli Vasas, se convirtió en campeón nacional de 100 metros en 1951 y 1956.
Varasdi terminó noveno con un relevo en los Juegos de Melbourne de 1956 y 25° en los 100 individuales, pero no regresó a su Hungría natal desde Australia, sino que se instaló allí. Varasdi, que se había graduado en la escuela de medicina en Budapest, se graduó posteriormente en su nueva patria y trabajó allí como médico.